# The Many Saints of Springfield
«The Many Saints of Springfield» (укр. «Багато святих Спрінґфілда») — тринадцята серія тридцять четвертого сезону мультсеріалу «Сімпсони», прем'єра якої відбулась 19 лютого 2023 року у США на телеканалі «Fox».
Прем'єрний показ серії був присвячений пам'яті музиканта Девіда Кросбі, який помер 18 січня 2023 року у віці 81 року, а повторний показ 9 липня року — пам'яті актора Тріта Вільямса, який помер 12 червня у віці 71 року.

## Сюжет
Гомер і Мардж прокидаються від вибуху. Мардж дивиться у вікно та бачить, що горить сміттєвий бак Неда Фландерса, який вибігає з дому і гасить вогонь. Після цілої низки нещасть Мардж змушує Неда розповісти, що з ним відбувається…
Фландерс пояснює, що його звільнили з посади вчителя у Спрінґфілдській початковій школі. Почуваючись розгублено Нед тинявся містом, доки не зайшов до католицької церкви, щоб помолитися. Там він зустрів Жирного Тоні, що запропонував допомогти Фландерсу повернути його колишній магазин — «Лівомаркет». Тоді Нед вступає в партнерство зі Спрінґфілдською мафією, не усвідомлюючи цього.
Завдяки партнерству Фландерс з Жирним Тоні стали близькими друзями, хоча Нед так і не розумів, чим вони займаються. Одного разу Ліса, продаючи цукерки, зайшла до «Клубу легітимних джентльменів», і побачила там Неда Фландерса. Ліса розповіла Неду, що він працює на мафію, що його шокувало. Нед протиставився Жирному Тоні через те, що той — злочинець. Фландерс заявив про вихід з мафії, однак Тоні зловісно попереджає, що це може статися лише одним способом ― смерть… На щастя Нед зміг швидко втекти від головорізів.
Це все і є причиною низки мстивих нещасть, включно зі знищенням його будинку Фландерсів. Відправивши синів до батьків, Нед ховається на горищі над гаражем Сімпсонів. Головорізи стежать за Гомером, щоб з'ясувати, де ховається Фландерс. Коли Гомер повертається додому, він йде на горище, що побачила мафія. Однак, Неда там більше немає. Фландерс пішов до Жирного Тоні спробувати переконати його, що він — насправді хороша людина. Спочатку мова Неда, здається, спрацювала, але це не вплинуло на рішення Тоні. Головорізи готуються вбити Неда, і той розкриває, що у нього під вусами «жучок». Відтоді, як Ліса розповіла правду про Тоні як злочинця, Фландерс одразу побіг співпрацювати з ФБР, яке приїжджає та заарештовує мафію.
У фінальній сцені Недові відбудовують будинок, а Гомер пишається відважним вчинком сусіда. Тим часов у в'язниці Жирний Тоні та Луї сперечаються про вибір літератури для читання.

## Виробництво
Сцена на дивані виконана у стилі лялькової анімації студією «Stoopid Buddy Stoodios», яка розробила серіал «Робоцип». Сценаристом сцени є Том Рут, а режисером — Джон Гарватін IV.
У синопсисі співака Кіппа Леннона було включено як запрошену зірку в ролі італоамериканського співака, але його роль із серії було вирізано.

## Культурні відсилання та цікаві факти
- Назва серії є відсиланням до драми «The Many Saints of Newark» (укр. «Багато святих Ньюарка»), яка була приквелом до серіалу «Клан Сопрано»[4].
  - Під час монтажу нещасть, що стаються із Фландерсом грає пісня «It's Bad You Know» Р. Л. Бернсайда, яка також грала у фіналі 1 сезону «Клану Сопрано»[5].
- Під час польоту в заставці грає «Реквієм ре мінор» Моцарта[5].
- Коли Нед говорить про звільнення зі школи він згадує, що Барт мав оцінки C, A, D, F, 12. За словами сценариста серії Ела Джіна, це мало бути відсиланням до епізода 29 сезону «Left Behind» (XABF12), коли Фландерс почав вчителювати. Однак, X не є літерою оцінки у США, тому її було замінено на C[6].

## Ставлення критиків і глядачів
Під час прем'єри серію переглянули 1,37 млн осіб, з рейтингом 0.4, що зробило її найпопулярнішим шоу на каналі «Fox» тієї ночі.
Тоні Сокол з «Den of Geek» дав серії чотири з п'яти зірок, сказавши, що серія «могла би бути насиченішою до кінця… Невблаганна віра Неда копає щось солодке».
Водночас, Джон Шварц із сайту «Bubbleblabber» оцінив серію на 6/10. Порівнюючи із попередніми серіями за участі Спрінґфілдської мафії він сказав, що ця «не запропонувала багато пам'ятних моментів».
Згідно з голосуванням на сайті The NoHomers Club більшість фанатів оцінили серію на 3/5 із середньою оцінкою 3,11/5.